# Паратекст
Паратекстът е понятие на междутекстовите изследвания, чрез което се класифицират различни видове текстове или текстови елементи, които придружават или допълват основния текст. Основният текст на публикуваните автори (тоест историята, нефикционалното описание, лирическото изказване и т.н.) е често заобиколен от друг вид материал, който е предоставен от редактори, издатели и е известен като паратекст. Тези допълнителни елементи формират рамка на основния текст и могат да променят рецепцията (възприятието) на текста или неговата интерпретация от публиката. Паратекстът е най-често асоцииран с книги, с техните корици (като част от изобразителното изкуство и графичния дизайн), както и заглавие, посвещения, въведение, следговор, бележки под линия и други от самия автор . Изборът на форматиране и типография в някои случаи също могат да бъдат разглеждани като паратекст.
Концепцията за паратекста е свързана с тази за хипотекста, който е по-ранният текст, който е основа или източник за настоящия.

## История и класификации
Понятието е въведено първоначално от френския литературен теоретик Жерар Женет през 1987 г. Отначало то му служи при анализа на литературни произведения, но по-късно, в следващи трудове, Женет го използва и при анализа на други медии: картини, филми, музикални творби.
Жерар Женет разделя паратекстовете на два вида според авторството:
- редакторски паратекст (корица, авантитул, титулна корица, и т.н.);
- авторски паратекст (посвещение, епиграф, предговор, и т.н.).

Второто деление, което той предлага, е според разположението вътре в и извън книгата:
- „перитекст“ (péritexte), който се разполага вътре книгата (заглавие и подзаглавие, предговор, епиграф, мото, хедър и футър, надписи в полетата, посвещение, издателско каре, надписи на задната корица);
- „епитекст“ (épitexte), който се разполага около и извън книгата (прессъобщения, анотации, интервюта, писма и дневникови записи на автора, портрети на авторите).